# Necropoli di Corona Moltana
La necropoli di Corona Moltana è un sito archeologico ubicato in località Sa Seas, nella regione storica del Meilogu, Sardegna nord-occidentale. Appartiene amministrativamente al comune di Bonnanaro, centro abitato nella città metropolitana di Sassari, da cui dista circa due chilometri. Il sito, la cui scoperta risale al 1889, riveste una particolare importanza in quanto lo studio dei reperti recuperati in loco portarono alla connotazione di una facies culturale con caratteristiche proprie che identificò il Bronzo antico in Sardegna (1800-1500 a.C.) e che venne denominata "cultura di Bonnanaro".

## Descrizione
La necropoli occupa il fronte di un affioramento roccioso situato ai bordi di un piccolo altopiano calcareo. Risulta composta da cinque tombe ipogeiche del tipo a domus de janas, tutte interessate da progressivo deterioramento causato dallo sfaldamento naturale tipico di quel tipo di roccia.
Gli ipogei presentano uno sviluppo planimetrico piuttosto elementare. Quattro di essi sono infatti composti da un'unica cella alla quale si accede attraverso pozzetto ("a proiezione verticale") oppure mediante un breve corridoio orizzontale, detto dromos. La Tomba 1, la più importante e meglio conservata, è invece composta da due ambienti: un'anticella rettangolare di 3,90 m per 2,70 m per 1,50 m di altezza, con tetto spiovente, che, attraverso un portello situato nella parete di fondo e sormontato da ornamenti decorativi in rilievo, immette al vano principale. Quest'ultimo, insolitamente più piccolo dell'anticella (3,10 m x 1,80 m x 0,50 m), ha pianta irregolare e presenta otto coppelle emisferiche scavate alla base delle pareti. Proprio all'interno di questo vano venne rinvenuta una deposizione funebre intatta con due inumati preistorici ed il loro corredo formato da 18 vasi ed un anellino di bronzo. Fu appunto questo il primo contesto organico di quella che, come detto, verrà in seguito definita "cultura di Bonnanaro".
La necropoli fu utilizzata in un periodo compreso tra il Neolitico finale ed il Bronzo antico (3200-1600 a.C.).